# 26691 Lareegardner
26691 Lareegardner este un asteroid din centura principală de asteroizi.

## Descriere
26691 Lareegardner este un asteroid din centura principală de asteroizi. A fost descoperit pe 19 martie 2001 la Socorro, New Mexico, în cadrul proiectului LINEAR. Asteroidul prezintă o orbită caracterizată de o semiaxă mare de 2,26 ua, o excentricitate de 0,16 și o înclinație de 5,3° în raport cu ecliptica.